# Тачи, Хашим
Хаши́м Та́чи (алб. Hashim Thaçi; род. 24 апреля 1968) — пятый президент частично признанной Республики Косово с 7 апреля 2016 года до 5 ноября 2020 года. С 17 февраля 2008 года по 9 декабря 2014 года был премьер-министром республики, с декабря 2014 года по апрель 2016 года — первый заместитель председателя правительства и министр иностранных дел в правительстве Исы Мустафы. Один из основных инициаторов провозглашения независимости Косова 17 февраля 2008 года. С 2020 года содержится под стражей в Гааге по обвинению в военных преступлениях.

## Биография
Родился в 1968 году в деревне Брокна муниципалитета Србица на северо-западе Дреницы в центральной части автономного края Косово. Тачи изучал философию и историю в Приштинском университете. В студенческие годы участвовал в движении пассивного сопротивления югославским властям, созданном Ибрагимом Руговой. Впоследствии продолжил обучение в аспирантуре Цюрихского университета в Швейцарии, где изучал историю Балкан и международные отношения.
Был одним из основателей организации «Освободительная армия Косова».
В июле 1997 года Хашим Тачи был приговорён югославским судом к 10 годам тюрьмы за террористическую деятельность.
В 1998 год был объявлен малой Союзной Югославией в международный розыск с выдачей санкции на его арест.
К началу 1999 года стал одним из самых главных полевых командиров Косова. Возглавил делегацию косовских албанцев на переговорах в Рамбуйе. После начала войны НАТО против Югославии создал своё правительство, в котором стал премьер-министром.
В марте 1999 года создал Партию демократического прогресса Косова, затем преобразованную в Демократическую партию Косова (ДПК). На состоявшихся в октябре 2000 года выборах в местные органы власти ДПК получила 26,95 процента голосов.
В ноябре 2001 года на выборах в Скупщину Косово партия Тачи набрала 25,70 процента голосов, уступив первое место Демократической лиге Косова (партии Ибрагима Руговы).
В мае 2005 года Тачи объявил, что Демократическая партия Косова сформировала «теневое» правительство края. После смерти Руговы в январе 2006 года считался одним из кандидатов на пост премьер-министра Косова.
В ноябре 2007 года на очередных парламентских выборах в Косове партия Тачи набрала 34,3 процента голосов.
17 февраля 2008 года Косово провозгласило свою независимость. С 17 февраля 2008 года по 9 декабря 2014 года занимал должность премьер-министра Республики Косово.
С 12 декабря 2014 года по 7 апреля 2016 года — первый заместитель председателя правительства и министр иностранных дел.
26 февраля 2016 года избран президентом Косова, а 7 апреля вступил в должность.
5 ноября 2020 года ушедший в отставку президент частично признанной Республики Косово Хашим Тачи, которого обвиняют в военных преступлениях, взят под стражу в Гааге. Помимо Тачи арестованы бывшие председатели парламента Косова Кадри Весели и Якуп Красничи, а также один из полевых командиров Освободительной армии Косова Реджеп Селими, говорится в сообщении прокуратуры.

## Президент Республики Косово
17 августа 2016 года Приштину посетил вице-президент США Джозеф Байден. Он потребовал от властей Косова выполнить договорённости с Сербией и Черногорией для продолжения поддержки со стороны США и пути к членству в Европейском союзе и чтобы избежать внешнеполитической изоляции. Хашим Тачи ответил Байдену, что все вопросы будут «скоро решены». Он призвал парламент республики выполнять все достигнутые ранее договорённости с Сербией по созданию Содружества сербских общин (ССО) и Черногорией по демаркации границы.
17 января 2017 года Тачи наградил бывшего верховного представителя ЕС по иностранным делам Кэтрин Эштон медалью за заслуги перед Косовом. Президент республики отметил, что вручает медаль за «приближение Балкан к Европейскому союзу». Хашим Тачи также сказал, что напряжённость в регионе скоро уйдёт, а будущее Косова и Западных Балкан — в членстве в Евросоюзе и НАТО.
2 февраля 2017 года президент непринятого в ООН государства обвинил власти Сербии в подстрекании косовских сербов к новому конфликту. Это произошло после встречи президента Сербии Томислава Николича с послами России, Китая и США, на которой он заявил о том, что на прошедших переговорах в Брюсселе делегация Косова повела себя неконструктивно и косовская сторона не желает договариваться. Тачи отметил, что критика косовских властей «имеет целью препятствие процессу полной интеграции сербов на севере Косова в косовские структуры». Он заверил косовских сербов, что силы безопасности Косова ничего плохого им не сделают. Президент Косова призвал ЕС и НАТО «осудить Сербию за подстрекательство к новому конфликту в Косове и регионе».
19 февраля 2017 года Хашим Тачи сообщил, что Косово планирует в 2017 году подать заявки на членство в ЮНЕСКО, Совет Европы и Интерпол. Ранее на встрече с генеральным секретарём Интерпола Юргеном Штоком Тачи попросил его отменить выданные Сербией ордеры на аресты косовских албанцев в силу их «политической мотивированности». Также он сообщил главе Интерпола, что частично признанная республика выполняет все условия для вступления в организацию и «Косово и Интерпол нужны друг другу».
3 июля 2017 года после неформальной встречи с Президентом Сербии Александром Вучичем Тачи заявил, что верит в возможность примирения сербов и албанцев, так как это «в интересах Косова, Сербии и всего региона».
5 декабря 2017 года Хашим Тачи обратился к гражданам Косова и Силам безопасности Косова (СБК). В своём обращении он призвал к прекращению работы миссии Европейского союза по верховенству закона (EULEX) в середине 2018 года. Тачи заявил, что «сотни миллионов евро европейских налогоплательщиков потрачены и продолжают расходоваться на развитие миссии EULEX». Он отметил, что цель Республики Косово — членство в Евросоюзе, «а не иметь в Косове постоянные европейские миссии». Президент Косова заявил, что летом 2018 года республика будет рассматривать полное закрытие миссии EULEX. До этого обращения Косово говорило о сокращении миссии ЕС, теперь же, по словам косовского лидера, «надо говорить о фазе окончания». В обращении к Силам безопасности Косова (СБК) Хашим Тачи призвал их «полностью взять на себя борьбу с оргпреступностью, экстремизмом, фундаментализмом и всеми видами терроризма».
Ещё в начале июля 2017 года представители Специального международного суда по военным преступлениям в Косове заявили, что суд по преступлениям Освободительной армии Косова (ОАК) в Гааге готов к работе. Реакции из Республики Косово не последовало, только в сентябре глава МИД Косова Бехджет Пацолли заявил, что ожидает от Специального международного суда по военным преступлениям в Косове обвинений против косовских албанцев. Он также заявил о том, что виновные в военных преступлениях косовские албанцы должны быть наказаны, однако отметил, что «хорошо бы иметь обвинения против тех, кто действительно совершал военные преступления». СМИ Косова в конце декабря заявили, что первые обвинения в военных преступлениях могут быть выдвинуты вскоре дяде Хашима Тачи Азему Сулья. Косовский лидер отреагировал на сообщения СМИ. Он заявил, что «специальный суд — историческая несправедливость по отношению к Косову и ОАК». СМИ республики гораздо ранее говорили о многих представителях нынешней власти в Косове, к которым могут выдвинуть обвинения в военных преступлениях, в числе ветеранов Освободительной армии Косова (ОАК) был и президент Тачи, поэтому теоретически можно говорить о вероятности предъявления обвинений ему. Хашим Тачи считается в Сербии военным преступником.
5 ноября 2020 года добровольно ушел в отставку с поста Президента Косова после того, как Гаагский суд по преступлениям в Косове подтвердил выдвинутые в его отношении обвинения в преступлениях против человечности и военных преступлениях. В этот же день Тачи был задержан и взят под стражу.

## Обвинения в военных преступлениях
По мнению Карлы дель Понте, Хашим Тачи организовывал похищения и налаживал контакты с клиниками в Европе и перевозку изъятых органов.
В докладе швейцарско-итальянского политика и юриста Дика Марти, опубликованного в середине декабря 2010 года на сайте Совета Европы, Хашим Тачи назван руководителем «криминальной группы косовских албанцев, которые занимаются контрабандой оружия, наркотиков и человеческих органов». Обозреватель The Independent Денис Макшейн отмечает, что в докладе Марти «нет ни единого имени, не указан ни один свидетель-очевидец злодеяний, в которых он обвиняет Тачи: в изъятии органов у замученных жертв карателей» и таким образом доказательства причастности Тачи к преступлениям полностью отсутствуют. По его же мнению, доклад Марти не представляет собой юридический документ и преимущественно повторяет обвинения, озвученные в книге Карлы дель Понте.
24 июня 2020 года прокуратура специального суда по преступлениям в Косове сообщила, что подготовила обвинение против Хашима Тачи, бывшего спикера косовского парламента Кадри Весели и ряда других лиц в совершении преступлений против человечности и военных преступлениях, включая убийство, насильственное исчезновение людей, преследование и пытки. В Специальной прокуратуре отметили, что решили сообщить о подготовке обвинения, поскольку Хашим Тачи и Кадри Весели неоднократно пытались помешать работе Специального суда.
Хашим Тачи 29 июня 2020 года заявил, что подаст в отставку, если Специальный суд по преступлениям в Гааге утвердит обвинительный акт в отношении него за военные преступления 1998—1999 годов. Специальный суд по Косову 27 октября 2020 года предъявил президенту частично признанной республики Косово Хашиму Тачи официальное обвинение в совершении военных преступлений и преступлений против человечности. Комментируя ситуацию, председатель Европейского парламента Жозеп Боррель заявил, что ЕС по-прежнему решительно поддерживает работу Специального трибунала и Специальной прокуратуры по Косову.

## Суд в Гааге
В гаагском суде Тачи были предъявлены обвинения по 10 пунктам: убийства, пытки, похищения людей, жестокое обращение и другие. Шесть пунктов обвинения относятся к преступлениям против человечества, четыре — к военным преступлениям. Тачи с самого начала заявил о своей невиновности. 2 апреля 2023 года перед возобновлений судебных слушаний в Приштине состоялась массовая акция в поддержку Тачи и трёх других подсудимых.